# Desa Ciherang (administrativ by i Indonesien, Jawa Barat, lat -6,76, long 107,02)
Desa Ciherang är en administrativ by i Indonesien.   Den ligger i provinsen Jawa Barat, i den västra delen av landet, 60 km söder om huvudstaden Jakarta.